# Sávio Valadares
Sávio Valadares Pereira de Mendonça, noto semplicemente come Sávio Valadares (Niterói, 30 gennaio 1994), è un giocatore di calcio a 5 brasiliano naturalizzato romeno.

## Carriera
Nell'agosto del 2017 ottiene la cittadinanza romena, debuttando nello stesso anno nella nazionale rumena. Nel luglio del 2020 si trasferisce in Kazakistan per giocare con il Qairat. Nella stagione 2023-24 si accorda con il CSM Deva.